# George Majnarich
George Majnarich (Jurica Majnarić) (Varaždin, 15. travnja 1928. – Pontiac, Michigan, 27. svibnja 1962.) - hrvatski liječnik,  član Hrvatske akademije Amerike 
Rođen je 15. travnja 1928. u Varaždinu. U Senju je pohađao srednju školu, a 1944. godine ušao je u Zastavničku školu u Zagrebu. Na kraju Drugog svjetskog rata, kada su Titovi komunisti dolazili na vlast, Majnarich je otišao u Italiju. Bez sredstava, ali posjedujući snažnu odlučnost, odlučio je studirati medicinu i primljen je na Medicinski fakultet Sveučilišta u Padovi. Došao je u Sjedinjene Američke Države 1951. i radio nekoliko mjeseci kao strojar. Nakon što je uštedio nešto novca, vratio se u Italiju i završio svoje medicinske studije na Sveučilištu u Napulju. Nakon toga oženio se s Irmgard Ruemling, izbjeglicom iz Istočne Njemačke. Živjeli su jednu godinu u Rimu, a potom se odselili u Sjedinjene Američke Države. Dr. Majnarich radio je kao liječnik u bolnicama u Chicagu, Milwaukeeju i East Orangeu, New Jersey. Također je proveo dvije godine kao liječnik mornarice na Tihom oceanu tijekom Korejskog rata.
Majnarich se specijalizirao za kirurgiju i pridonio svojim radom časopisima: »Journal of International College of Surgeons«, »Kirurgija«, »Anali kirurgije«, »Američki časopis za urologiju«, »American Journal of Gastrenterology« te »Američki časopis za kirurgiju« i časopis abdominalne kirurgije.
George Majnarich M.D., član Hrvatske akademije Amerike, poginuo je u automobilskoj nesreći u Michiganu 27. svibnja 1962. godine.
U vrijeme svoje tragične smrti, Majnarich je boravio u gradu Pontiacu u Michigan. U SAD-u je ostala njegova supruga Irmgard; njegova kći Dagmar – Dee Dee i sin Roman - Romy, a u Varaždinu, njegovi roditelji Greta Majnarić i dr. Roman Majnarić te njegov brat, dr. Nikola Majnarić.

## Nagrade i priznanja
Na Međunarodnom kongresu kirurga, održanome u Chicagu 1961. godine, Majnarichev je rad pod nazivom "Kirurško liječenje karcinoma arterijske bolesti i angine pektoris" dobio prvu nagradu.
Majnarich se posebno istaknuo u području abdominalne kirurgije. Kongres abdominalnih kirurga, održan u Chicagu 1962. godine, dodijelio mu je zlatnu medalju.
Hobi mu je bilo slikarstvo.